# گوارانی (میناس گرایس)
گوارانی (به پرتغالی: Guarani) یک منطقهٔ مسکونی در برزیل است که در میناز ژرایس واقع شده‌است. گوارانی ۲۶۴ کیلومتر مربع مساحت و ۸٬۹۱۸ نفر جمعیت دارد.